# Ганапольський Матвій Юрійович
Матвій Юрійович Ганапольський, при народженні Марголіс (*14 грудня 1953, Львів, Українська РСР) — радянський, російський та український журналіст єврейського походження, театральний режисер, радіоведучий, телеведучий, письменник-фантаст.
Ведучий радіостанції «Ехо Москви» (1991—2022), грузинського телеканалу «ПІК», кримськотатарського телеканалу ATR, радіостанції «Радио Вести» (березень 2014 — 31 грудня 2015), Радіо «Ера», каналу NewsOne (вересень 2015 — січень 2017), телеканалу «Прямий» (з серпня 2017 року). Член громадської ради російського єврейського конгресу. Колумніст газети «Московський комсомолець» (2010—2015), сайта TSN.ua (2010—2016).

## Життєпис
Народився у Львові, жив на вул. Кутузова (з 1991 року — Ген. М. Тарнавського).

### Освіта
Навчався в 6-й середній школі Львова і 193-й у Києві. Закінчив училище естрадного мистецтва в Києві (1973) та режисерський факультет ГІТІСа.

### Кар'єра
Працював у театрах, у Київському (1981—1986) та Московському театрах естради, дитячої редакції Держтелерадіо СРСР. У ці роки на фірмі «Мелодія» як режисер записав три платівки «Слідство ведуть Колобки».
Довгий час працював у АТВ. Автор багатьох телепроєктів, вів різні розважальні та політичні шоу. З 1991 року працював на радіостанції «Ехо Москви», де був автором рейтингових програм «Репліка», «Клінч», «Я — Ганапольский», «Розворот», «Бунт „Хорьків“». Автор телевізійних проектів «Давайте поговоримо» (Інтер), «Бомонд» (ОРТ), «Ігри гладіаторів» (РТР), «Детектив-шоу» (ТВ-6, ОРТ, ТВЦ), «Цивілізація» (ПІК).
В ніч з 31 травня на 1 червня в рамках програми «Один» на радіостанції «Ехо Москви» провів ефір українською мовою.
Взимку 2014 року вів ток-шоу «Місце дії» на «112 Україна».
18 березня 2014 року став радіоведучим української радіостанції «Радіо Вєсті», але при цьому залишаючись оглядачем російської станції..
З 1 березня 2016 — працює в ранковому ефірі на Радіо «Ера». Передачі веде українською та російською мовами.
20 липня 2016 року Президент України Петро Порошенко надав українське громадянство Матвію Ганапольському. В ефірі каналу «112 Україна» він розповідав, як отримав його:
|  | «Мені Петро Порошенко не давав українське громадянство. Я отримав його за правом народження. Я народився у Львові. Я просто пішов в паспортний стіл за місцем, де я був зареєстрований – я знімав квартиру – написав заяву, її розглянули. І без жодних проблем мені видали паспорт. Просто потім була зустріч журналістів з Порошенком. Мене туди запросили. Більше не запрошували. Я прийшов тоді туди, а там пан Ложкін, який був тоді головою Адміністрації. Ми заговорили, я розповів йому, що отримав український паспорт. А він сказав: «Вау, покажи!». Я показав, ми зробили фото. Але, оскільки це було в Адміністрації президента, сказали, що Порошенко видав мені паспорт» |

Із 2017 року ведучий програм «Ехо України», «18-» та «МЕМ» на Прямому.
Із червня по осінь 2018 року вів програму «Моя хата не з краю» на Радио Пятница.

### Погляди
21 липня 2014 року в ефірі передачі «На пике событий» (укр. «На вістрі подій») на «Радіо Вєсті» Матвій Ганапольський порівняв організаторів Форуму видавців у Львові з нацистами. Ведучий вдався до такої паралелі, порівнюючи застосування маркування російської книги на форумі, яке би вказувало на країну-виробника, з носінням євреями зірки Давида під час Третього Рейху.
| «Тобто на них буде стояти марка — «Зроблено в Росії». Ось як, знаєте, як у цих самих, у гетто ставили шестикутну зірку та писали: «jude» — «євреї». Ось так і на книжках буде написано — «росіяни».Оригінальний текст (рос.) «То есть, на них будет стоять марка — «Сделано в России». Вот как, знаете, как в этих самых, в гетто ставили шестиконечную звезду и писали: «jude» — «евреи». Вот так и на книжках будет написано — «русские». |

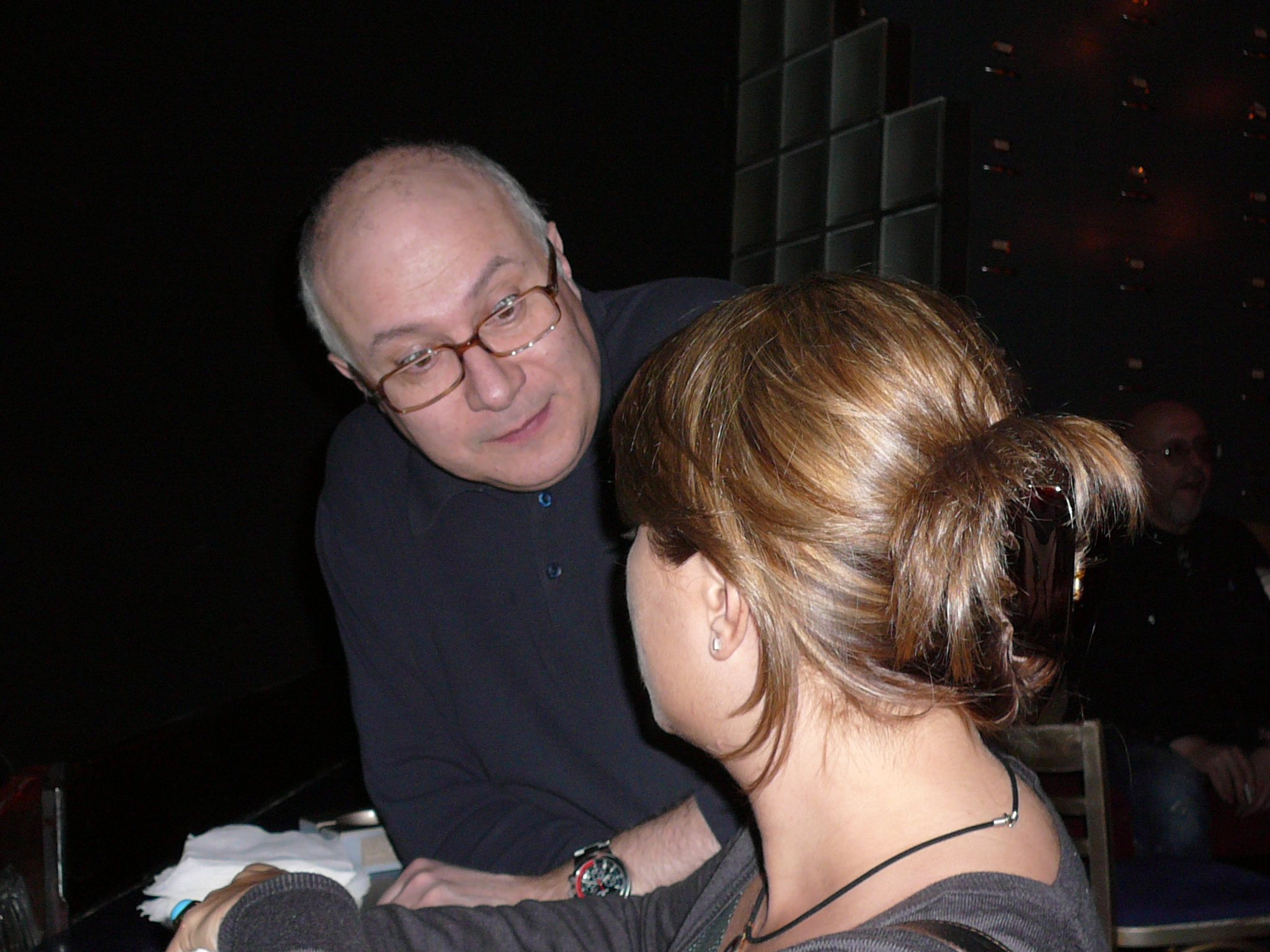
Матвій Ганапольський 11 березня 2008 року

Пізніше Ганапольський в ефірі каналу «NewsOne» за 03.09.2015 (з часу 17:29 хв.) пояснив детально свою позицію, зокрема, що на його думку не можна ставити книги в один ряд з ковбасою, адже не всі письменники-громадяни Росії обов'язково є ватниками.
26 вересня 2014 року в ефірі передачі «На пике событий» (укр. «На вістрі подій») на «Радіо Вєсті» Матвій Ганапольський озвучив, на його думку, анекдот у якому українця назвав хохлом. Цей твір журналіст оцінив як «хороший». Проте під час вранішніх ефірів від 3 та 8 липня, коли Матвій Ганапольський говорив серйозно на цю тему, прозвучали абсолютно протилежні думки: зокрема в ефірі за 3 липня (з часу 2:54:28) — … а тепер про хороше…, він говорить у розмові з Антоном Геращенком про заборону адміністрацією фейсбуку вживання слова «хохол», а 8 липня продовжує цю тему (з часу 2:19:56 та пізніше з часу 2:42:55), схвалюючи заборону ображати українців.
1 жовтня 2014 року в ранковому ефірі «Радио Вести» Матвій Ганапольський висловився проти присвоєння українським вулицям імен видатних історичних діячів та героїв сучасності. Він запропонував називати вулиці нейтрально, пославшись при цьому на російський досвід.
Припускає, що під час громадського голосування про присвоєння Міжнародному аеропорту «Бориспіль» імені видатної особистості, де найбільше голосів отримала кандидатура українського гетьмана Івана Мазепи, вдались до «технології штучно зібраних голосів». Адже під час проведеного у липні в ефірі «Ранок Матвія Ганапольського» на Радіо «Ера» опитування в імпровізованих півфіналах перемогли кандидатури авіаторів Олега Антонова та Ігоря Сікорського, у фінальному опитуванні переміг перший.
5 квітня 2022 року Міністерство юстиції рФ внесло М. Ганапольського та журналіста Євгена Кисельова до списку фізичних осіб–„іноагентів“. Саме вони були першими, хто потрапив до цього списку, а не до переліку ЗМІ–„іноагентів“.

### «Нові стандарти журналістики»
18 травня 2015 року Матвій Ганапольський в ефірі української радіостанції «Радіо Вєсті» зачитав нібито заяву Федерації хокею Росії, що стосується програшу збірної Росії у фінальному матчі Чемпіонату світу з хокею проти збірної Канади. У цитаті, озвученій журналістом, йдеться про те, що збірна Росії програла тому, що збірна Канади вийшла на лід у кольорах «бандерівців» (чорно-червоні). У зв'язку з тим, що ця заява була відсутня на сайті Федерації хокею РФ, цитата, зачитана Матвієм, викликала негативну реакцію слухачів і вимогу привести джерело цитати, на що він відповів, що, якщо повідомлення з'явилося в ЗМІ і не було спростовано протягом доби Федерацією хокею Росії, це означає, що заява дійсно була зроблена офіційною особою і додаткових доказів не потребує. У цій же передачі журналіст назвав російський патріотизм «смердючим», а настрій російської хокейної команди тільки на перемогу — помилковим. Скандальні думки журналіста були процитовані в ЗМІ 19 травня 2015 з численними коментарями.

## Родина та особисте життя
Ганапольський одружений, його дружиною є грузинська журналістка Тамара Шенгелія.

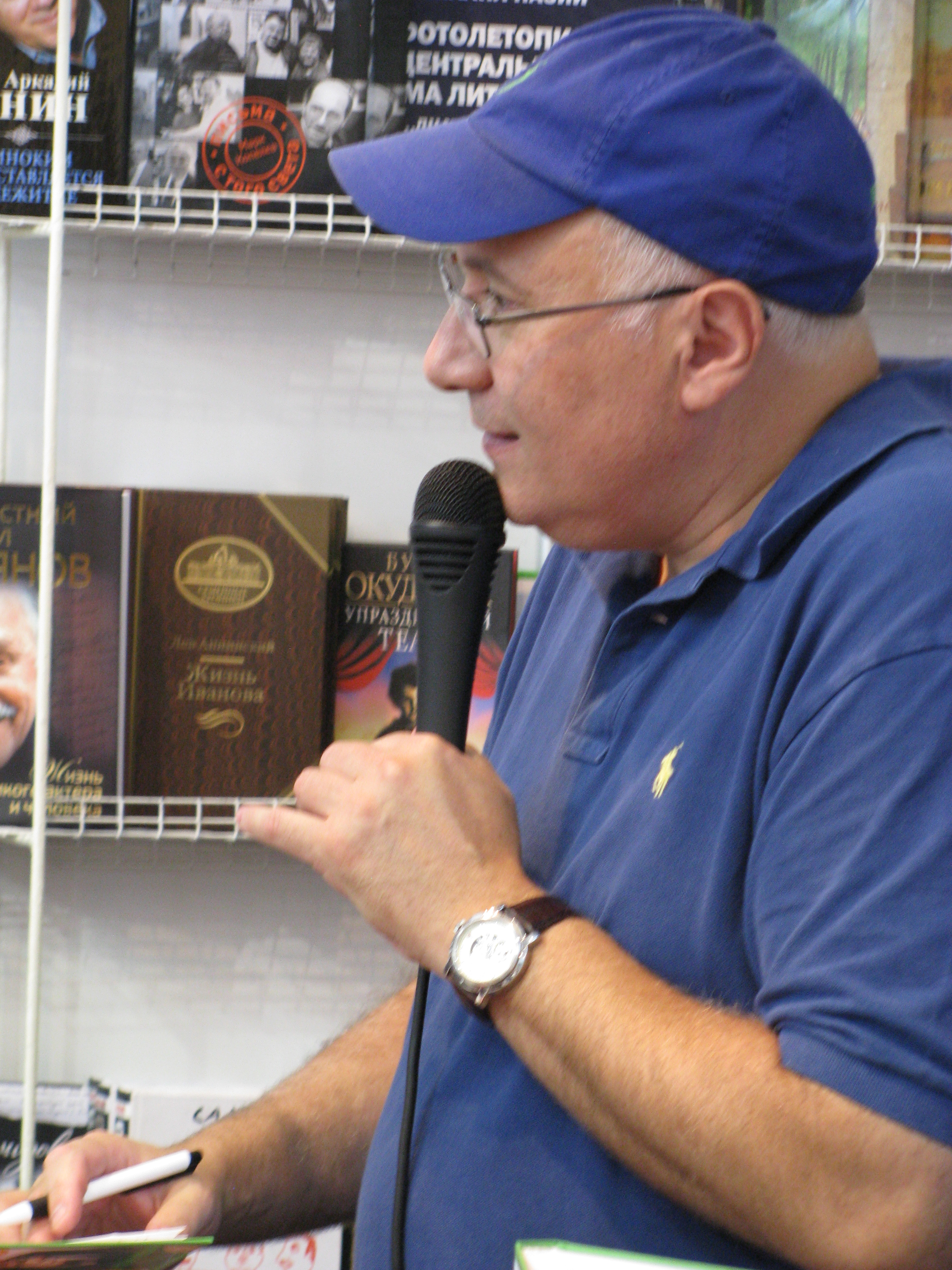
Матвій Ганапольський на Московській міжнародній книжковій виставці-ярмарку 2011 року

## Книги
Матвій Ганапольський є автором фантастичних творів як «Приготування Вахруста» та «Прийде сіренький вовчок…» та книг російською мовою:
- 2008 — «Кисло-солодка журналістика» ISBN 5-94663-714-2[26]
- 2009 — «Правосуддя для дурнів, або … Найнеймовірніші судові позови і рішення» ISBN 978-5-17-060707-5[27]
- 2010 — «Чорна рука та піраміда Хеопса» ISBN 978-5-17-068407-6[28]
- 2011 — «Чао, Італія!» ISBN 978-5-17-072916-6[29]
- 2011 — «Смайлики» ISBN 978-5-94663-754-1[30]
- 2012 — «Посміхайлики. Життєстверджуюча книга пропаленого циніка» ISBN 978-5-271-41495-4[31]
- 2012 — «Чорна Рука і таємниця Ейфелевої вежі» ISBN 978-5-271-43397-9[32]
- 2013 — «Найкращий підручник журналістики. Кисло-солодка книга про гроші, марнославство та президенти» ISBN 978-5-271-36630-7[33]
- 2013 — «Путін буде царем» ISBN 978-5-4438-0269-5[34]

Цінує творчість Пата Метені і використовує її як музичні теми для своїх радіопередач на «Ехо Москви».

## Премії та нагороди
- Премія «Міжнародної конфедерації журналістських спілок» (1995)[6]
- Премія «Золотий Овен» (1997)[6]
- Премія «ТЕФІ» за програму «Детектив-шоу» (двічі фіналіст; 2001, 2002)
- «Телегранд» (2004)[6]
- Премія Федерації єврейських громад Росії «Людина року» (2009)[6]
- Премія Москви[36]